# グランプリ・ド・パリ
グランプリ・ド・パリ(Grand Prix de Paris)は、1894年から1993年まで、フランス、パリで開催されていた、自転車競技、スプリントの国際大会。

## 概要
かつてトラックレースにおいて、グランプリシリーズという、主にヨーロッパ各地を転戦する国際大会が行われていたが、その中で当レースは最も権威があると言われた。
また、1992年まで、自転車競技界にはプロとアマのカテゴリーが厳然と存在し、世界自転車選手権においてもプロとアマの種目は区別されていたが、当レースについては、一部の年を除き、プロとアマのトップクラス選手が一堂に集結して覇を競う大会という点に特徴があった。また歴代の優勝者の名前を見ると、プロアマ問わず、各年代の世界トップクラスの選手の名前がズラリと並んでいる。
しかし、1970年代あたりから人気にかげりが見えはじめ、晩年は観客席にほとんど客がいないという、寂しい状況で開催されることが常となっていた。
加えて、国際自転車競技連合(UCI)が、1993年にプロとアマの垣根を取り払ったオープン化に踏み切り、加えてトラックレースの再興を目的とした国際大会、UCIトラックワールドカップクラシックスを同年より開催するようになった背景もあって当レースの存在意義が薄れ、同年限りで廃止となった。
なお、1978年、中野浩一が当レースに出場。3位に入っている。

## 歴代優勝者
- 1993  ミカエル・ヒュープナー  ドイツ
- 1992　開催なし
- 1991  ビル・フック  ドイツ
- 1990  ミカエル・ヒュープナー  ドイツ
- 1989  ミカエル・ヒュープナー  東ドイツ
- 1988  ルッツ・ヘスリッヒ  東ドイツ
- 1987  ルッツ・ヘスリッヒ  東ドイツ
- 1986  ビル・フック  東ドイツ
- 1985  ルッツ・ヘスリッヒ  東ドイツ
- 1984  セルゲイ・コピロフ  ソビエト連邦
- 1983  ルッツ・ヘスリッヒ  東ドイツ
- 1982  ミカエル・ヒュープナー  東ドイツ
- 1981  セルゲイ・コピロフ  ソビエト連邦
- 1980  イヴォン・クロアルク  フランス
- 1979  ルッツ・ヘスリッヒ  東ドイツ
- 1978  ルッツ・ヘスリッヒ  東ドイツ
- 1977  ダニエル・モレロン  フランス
- 1976  アレックス・ポンテ  フランス
- 1975  ジョルジョ・ロッシ  イタリア
- 1972-1974　開催なし
- 1971  ダニエル・モレロン  フランス
- 1970  ダニエル・モレロン  フランス
- 1969  ピエール・トランタン  フランス
- 1968  ジュゼッペ・ベゲット  イタリア
- 1967  ダニエル・モレロン  フランス
- 1966　開催なし
- 1965  ダニエル・モレロン  フランス
- 1964  アントニオ・マスペス  イタリア
- 1963  アントニオ・マスペス  イタリア
- 1962  アントニオ・マスペス  イタリア
- 1961  アントニオ・マスペス  イタリア
- 1960  アントニオ・マスペス  イタリア
- 1959  エンツォ・サッキ  イタリア
- 1958  ヤン・デルクセン  オランダ
- 1957  ヨス・デバッケル  ベルギー
- 1956  レジナルド・ハリス  イギリス
- 1955　開催なし
- 1954  エンツォ・サッキ  イタリア
- 1953  オスカル・プラットナー  スイス
- 1952  ラッセル・モックリッジ  オーストラリア
- 1951  レジナルド・ハリス  イギリス
- 1950  ヤン・デルクセン  オランダ
- 1949  アリー・ファンフリート  オランダ
- 1948  アリー・ファンフリート  オランダ
- 1947  アリー・ファンフリート  オランダ
- 1946  アリー・ファンフリート  オランダ
- 1945  マルク・コタネ  フランス
- 1944  ジョルジュ・センフトルベン  フランス
- 1943  ルイ・ジェラルダン  フランス
- 1942  アリー・ファンフリート  オランダ
- 1941  ルイ・ジェラルダン  フランス
- 1939  開催なし
- 1939  ルイ・ジェラルダン  フランス
- 1938  アルベルト・リヒター  ドイツ
- 1937  ジェフ・シェーレン  ベルギー
- 1936  ルシアン・ミシャール  フランス
- 1935  ルシアン・ミシャール  フランス
- 1934  アルベルト・リヒター  ドイツ
- 1933  ジェフ・シェーレン  ベルギー
- 1932  ジェフ・シェーレン  ベルギー
- 1931  ルシアン・ミシャール  フランス
- 1930  ルシアン・ミシャール  フランス
- 1929  ルシアン・フォシュー  フランス
- 1928  ルシアン・フォシュー  フランス
- 1927  エルネスト・カウフマン  スイス
- 1926  ルシアン・フォシュー  フランス
- 1925  モリス・シユ  フランス
- 1924  モリス・シユ  フランス
- 1923  エルネスト・カウフマン  スイス
- 1922  ボブ・スピアース  オーストラリア
- 1921  ボブ・スピアース  オーストラリア
- 1920  ボブ・スピアース  オーストラリア
- 1915-1919  開催なし
- 1914  レオン・ウルリエ  フランス
- 1913  ヴァルター・リュット  ドイツ
- 1912  レオン・ウルリエ  フランス
- 1911  トルワルド・エレガード  デンマーク
- 1910  エミール・フリオル  フランス
- 1909  エミール・フリオル  フランス
- 1908  ジュリアン・プショワ  フランス
- 1907  エミール・フリオル  フランス
- 1906  フランク・クラマー  アメリカ合衆国
- 1905  フランク・クラマー  アメリカ合衆国
- 1904  ヘンリ・マイアー  ドイツ
- 1903  ハリー・メイエルス  オランダ
- 1902  ハリー・メイエルス  オランダ
- 1901  トルワルド・エレガード  デンマーク
- 1900  エドモン・ジャクラン  フランス
- 1899  ジャンフェルナンド・トッマゼッリ  イタリア
- 1898  ポール・ブリヨン  フランス
- 1897  リュドヴィック・モラン  フランス
- 1896  リュドヴィック・モラン  フランス
- 1895  リュドヴィック・モラン  フランス
- 1894  ジョージ・A・バンカー  アメリカ合衆国